# Shinya Nishikawa
Shinya Nishikawa (født 12. juni 1974) er en tidligere japansk fodboldspiller.
Han har spillet for flere forskellige klubber i sin karriere, herunder Yokohama Marinos.